# 4930 Rephiltim
4930 Rephiltim (1983 AO2) là một tiểu hành tinh vành đai chính được phát hiện ngày 10 tháng 1 năm 1983 bởi S. Salyards ở Palomar.